# Ugo da Campione
Ugo da Campione (ur. ok. 1300 w Campione d’Italia, zm. ok. 1351) – włoski rzeźbiarz.
Wykonał grób kardynała Guglielmo Longhiego pochowanego w bazylice Santa Maria Maggiore w Bergamo.